# João André (atleta)
João André (nascido em 28 de maio de 1976) é um ex-atleta português de salto com vara que competiu nos Jogos Olímpicos de 2000. Ele alcançou uma altura de 5,40 metros, não o suficiente para qualificá-lo para a segunda volta. A sua marca pessoal é de 5,60 metros.